# Clermont (Georgia)
Clermont – miasto w Stanach Zjednoczonych, w stanie Georgia, w hrabstwie Hall.